# Deuxième circonscription de la préfecture de Fukushima
La deuxième circonscription de la préfecture de Fukushima (福島県第2区, Fukushima-ken dai-ni-ku) est l'une des quatre circonscriptions législatives que compte la préfecture de Fukushima au Japon.

## Description géographique
Entre 1994 et 2013, la deuxième circonscription de la préfecture de Fukushima regroupait les villes de Kōriyama et Nihonmatsu et le district d'Adachi.
Entre 2013 et 2022, elle comprenait les mêmes unités administratives et la ville de Motomiya.
Depuis 2022, elle réunit les villes de Kōriyama, Sukagawa et Tamura et les districts d'Iwase, Ishikawa et Tamura,.

## Députés
| Législature | Début de mandat | Fin de mandat | Député élu     | Parti politique | Parti politique |
| ----------- | --------------- | ------------- | -------------- | --------------- | --------------- |
| 41e         | 1996            | 2000          | Takumi Nemoto  |                 | PLD             |
| 42e         | 2000            | 2003          | Takumi Nemoto  |                 | PLD             |
| 43e         | 2003            | 2005          | Takumi Nemoto  |                 | PLD             |
| 44e         | 2005            | 2009          | Takumi Nemoto  |                 | PLD             |
| 45e         | 2009            | 2012          | Kazumi Ōta     |                 | PDJ             |
| 46e         | 2012            | 2014          | Takumi Nemoto  |                 | PLD             |
| 47e         | 2014            | 2017          | Takumi Nemoto  |                 | PLD             |
| 48e         | 2017            | 2021          | Takumi Nemoto  |                 | PLD             |
| 49e         | 2021            | 2024          | Takumi Nemoto  |                 | PLD             |
| 50e         | 2024            | -             | Kōichirō Genba |                 | PDC             |